# Marco Antonio Raupp
Marco Antonio Raupp (Cachoeira do Sul, 9 de julho de 1938 - São José dos Campos, 24 de julho de 2021) foi um cientista brasileiro. Foi diretor geral do Instituto Nacional de Pesquisas Espaciais (INPE), presidente da Sociedade Brasileira para o Progresso da Ciência (SBPC) e ministro da Ciência, Tecnologia e Inovação.

## Biografia
Graduado em física pela Universidade Federal do Rio Grande do Sul, doutor em matemática pela Universidade de Chicago e livre-docente pela Universidade de São Paulo (USP). Foi professor adjunto da Universidade de Brasília (UnB), analista de sistemas do Centro Brasileiro de Pesquisas Físicas, pesquisador titular e diretor do Laboratório Nacional de Computação Científica (LNCC) e Instituto Nacional de Pesquisas Espaciais (INPE) foi professor associado no Instituto de Matemática e Estatística da Universidade de São Paulo (IME/USP).
Foi vice-diretor do LNCC, diretor geral do INPE, diretor geral do IPRJ/UERJ e diretor do LNCC. Em reconhecimento aos serviços prestados, foi agraciado com o título de Comendador pela Ordem de Rio Branco (Ministério das Relações Exteriores) e pela Ordem Nacional do Mérito Científico (Ministério da Ciência, Tecnologia e Inovação). Em diferentes momentos foi presidente da Sociedade Brasileira de Matemática Aplicada e Computacional (SBMAC) e também tesoureiro, vice-presidente e conselheiro da SBPC. Foi membro titular da Academia Internacional de Astronáutica (IAA), membro titular do Conselho Superior da FAPERJ e membro suplente do Conselho Nacional da Ciência e Tecnologia (CCT). Foi diretor do Parque Tecnológico de São José dos Campos. Também foi presidente da Agência Espacial Brasileira (AEB).
Em 24 de janeiro de 2012 deixou a SBPC para tomar posse como ministro da Ciência, Tecnologia e Inovação do governo de Dilma Rousseff, em substituição a Aloizio Mercadante. Deixou a pasta em 17 de março de 2014 em uma reforma ministerial promovida pela presidente.
Em 10 de julho de 2016, Raupp sofreu um grave acidente de carro, e teve de passar por uma cirurgia de emergência sendo levado ao coma induzido.
Em 24 de julho de 2021, o ex-ministro morreu por insuficiência respiratória aguda, decorrente de um tumor cerebral.